# Блажевич, Горан
Горан Блажевич (хорв. Goran Blažević; род. 7 июня 1986, Сплит) — хорватский футболист, вратарь.
Воспитанник «Хайдука» Сплит. В начале карьеры играл в низших хорватских лигах за клубы «Трогир» (2004—2006, в аренде из «Хайдука»), «Загора» Унешич (2007), «Юнак» Синь (2007—2008). В чемпионате Хорватии играл за «Шибеник» (2008—2011) и «Хайдук» (2012—2013). Сезон 2013/14 провёл в клубе чемпионата Болгарии «Левски» София. В августе 2014 года перешёл в клуб российской премьер-лиги «Торпедо» Москва. В сентябре провёл два матча в молодёжном первенстве; заменялся после перерыва. 12 октября сыграл во втором тайме товарищеского матча против ЦСКА (2:0). Единственный официальный матч за «Торпедо» провёл 29 октября в игре 1/8 финала Кубка России против ЦСКА (0:2). На февральском сборе получил травму ахиллова сухожилия, восстанавливался несколько месяцев и после завершения сезона покинул клуб. В 2016—2017 годах играл в чемпионате Хорватии за «Славен Белупо», в сезонах 2018/19 — 2019/20 — в «Хайдуке».